# Pavel Suhoi
Pavel Osipovici Suhoi (Павел Осипович Сухой) (n. 22 iulie 1895 — d. 15 septembrie 1975) a fost un constructor de avioane sovietic, doctor în științe tehnice, unul dintre fondatorii aviației sovietice cu reacție și supersonice.
De două ori Erou al Muncii Socialiste (1957, 1965), laureat al Premiului Stalin (1943), al Premiului Lenin (1968) și al Premiului de Stat al URSS (1975), laureat al Premiului nr. 1 „A. N. Tupolev” (1975, postum), precum și al Premiului de Stat al Federației Ruse (1997, postum).

## Biografie

### Copilăria
S-a născut la 22 iulie 1895 în satul Glubokoe, Uezdul Disna, Gubernia Vilna din Imperiul Rus (astăzi orașul Glubokoe, Regiunea Vitebsk, Belarus), într-o familie de învățători. Era de origine belarus.

Din copilărie, a manifestat abilități deosebite. Cu ajutorul „mijloacelor obștești” – fonduri strânse de săteni „prin contribuție colectivă” – a obținut o educație la seminarul pedagogic. Ulterior, a activat ca învățător în satul natal.

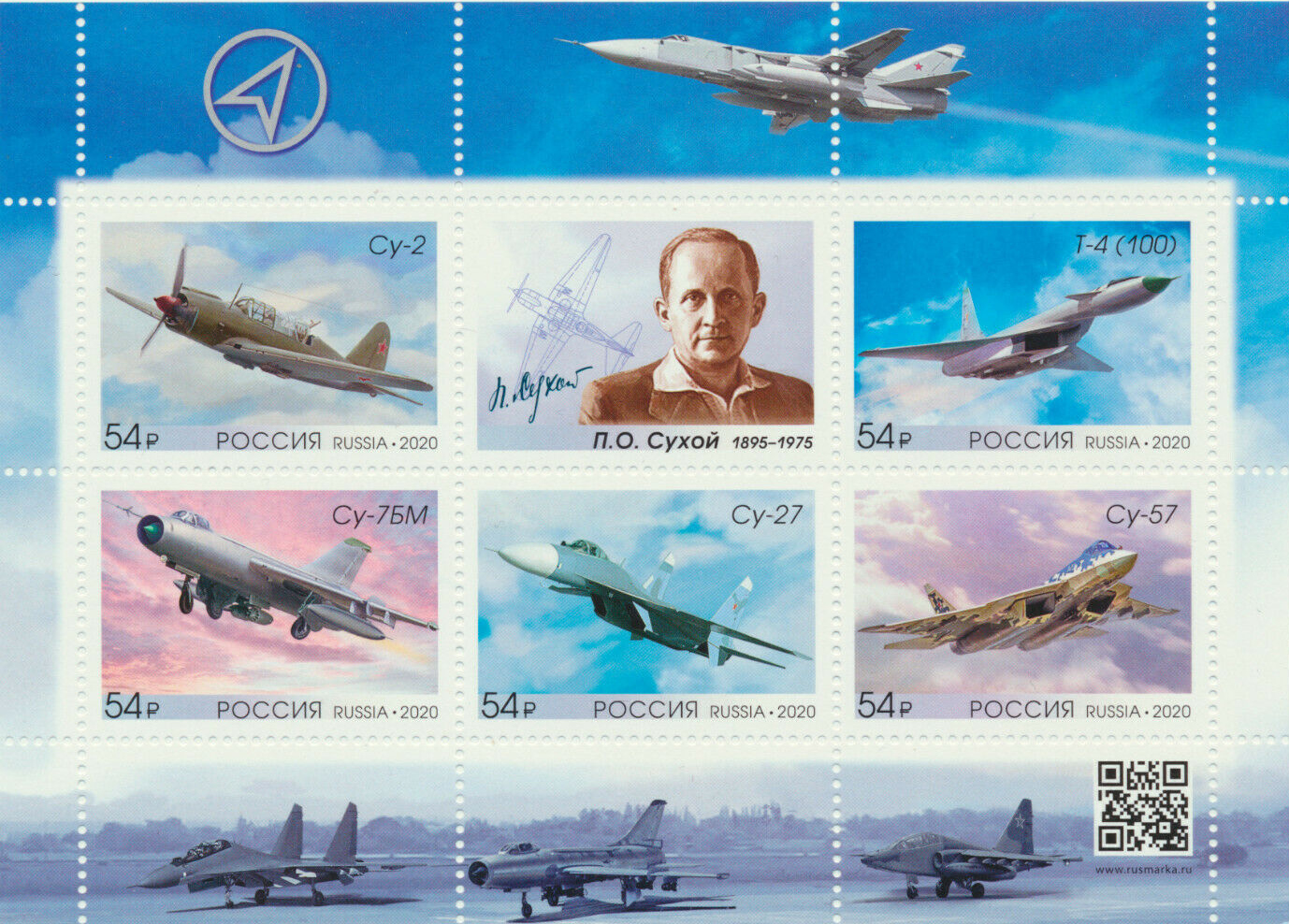
Poșta Rusiei, 2020

### Viața în Gomel
În anul 1900, tatăl lui Pavel, Osip Andreevici, a primit oferta de a conduce școala pentru copiii lucrătorilor feroviari din Gomel. În urma acestei oferte, familia s-a mutat în oraș. La început, familia Suhoi a închiriat un apartament în apropierea școlii. Pe lângă activitatea didactică, Osip Andreevici a organizat un cerc de cânt coral pentru elevii școlii, pe care l-a condus personal.
Un vecin binevoitor, inginer feroviar, impresionat de familia Suhoi, i-a oferit lui Osip Andreevici un împrumut generos, fără dobândă, cu posibilitatea de a-l rambursa în rate, pe o perioadă de câțiva ani. Cu acești bani, a fost cumpărat un teren lângă calea ferată, pe care s-a construit o casă spațioasă, cu patru camere, bucătărie și verandă. Familia Suhoi a amenajat o grădină, o livadă și a început să crească o vacă și găini.

#### Studiile la Gimnaziul de Băieți din Gomel
În anul 1905, Pavel a fost admis la Gimnaziul Alexandrov pentru băieți din Gomel. Clădirea gimnaziului de atunci este astăzi un corp administrativ și de învățământ al Universității de Stat de Transport din Belarus.
A absolvit gimnaziul în iunie 1914, obținând calificativul „bine” la limba latină și limba germană și calificativul „excelent” la celelalte zece discipline.
În „Diploma de maturitate” este consemnat următorul text:.  
„Se acordă fiului unui învățător primar provenit din rândul țăranilor... pentru că, fiind admis la Gimnaziul din Gomel la 16 august 1905, a studiat aici până la data de 8 iunie 1914. Având în vedere comportamentul său exemplar, hărnicia constantă și rezultatele excelente la învățătură, în special la matematică și fizică, Consiliul Pedagogic a hotărât să-l recompenseze pe Pavel Suhoi cu Medalia de Argint.”
Ulterior, Pavel Suhoi a citit cu ușurință literatură tehnică aviaționistă în limba germană și, datorită cunoștințelor solide de latină, a utilizat dicționare pentru a accesa literatură de specialitate în mai multe limbi europene – engleză, franceză, italiană și altele. Acest fapt a avut un impact semnificativ asupra succesului său în domeniul ingineriei și al activităților administrative. Mai târziu, Pavel Suhoi a fost sprijinit în traducerea literaturii tehnice din limba franceză de soția sa, Sofia, iar din limbile engleză și franceză – de fiica sa, Irina.  

#### Evenimentul care i-a marcat destinul
Relatând fiicei sale, Irina, despre anii adolescenței, Pavel Suhoi a menționat că cea mai puternică impresie a acelor vremuri a fost prilejuită de zborurile demonstrative deasupra orașului Gomel, realizate cu un aeroplan pilotat de aviatorul rus Serghei Uciokin. Aceste zboruri au făcut parte din turneul public al lui Uciokin prin orașele Imperiului Rus.
Pavel Suhoi își amintea:
„…Mergeam cu băieții de la gimnaziu, când, deodată, un aeroplan a trecut pe deasupra noastră. A fost atât de neașteptat și uimitor, încât îți tăia respirația. Nu era o pasăre, ci un om care zbura deasupra noastră!”

### Perioada moscovită până în 1915
Pavel Suhoi visa să fie admis la Școala Tehnică Imperială din Moscova – singura instituție de învățământ din Imperiul Rus unde se studiau problemele teoretice și tehnice ale aeronauticii cu aparate mai grele decât aerul.
În 1914, tatăl său, Osip Suhoi, a trimis documentele necesare pentru admitere unui rudă din Moscova. Acesta, temându-se că documentele originale ar putea fi pierdute, a prezentat Comisiei de Admitere doar copii. Din acest motiv, lui Pavel Suhoi i s-a refuzat posibilitatea de a susține examenele de admitere la această instituție.  
În ciuda acestui obstacol, Pavel a călătorit la Moscova și a depus personal documentele, de data aceasta la Universitatea din Moscova. După ce a promovat cu succes examenele de admitere, a devenit student la Facultatea de Matematică a Universității. Un an mai târziu, Pavel a părăsit Universitatea din Moscova și a fost, în cele din urmă, admis la Universitatea Tehnică Imperială din Moscova, trecând cu succes examenele de admitere. Aici, a devenit membru al Cercului de Aeronautică, înființat și condus de profesorul Nikolai Jukovski.  

### Primul Război Mondial. Serviciul militar
În 1915, la atingerea vârstei de recrutare, Pavel Suhoi a fost mobilizat în armata rusă. După absolvirea Școlii de Praporșci, a fost trimis pe Frontul de Vest în rândurile armatei active, unde a servit în cadrul artileriei. După Revoluția din Octombrie din 1917, Frontul de Est s-a prăbușit. Pavel Suhoi s-a întors la Moscova, însă Școala Tehnică fusese închisă. În consecință, a decis să revină în casa părintească din Gomel.

### Anii 1918–1920, în Belarus
Pavel Suhoi a primit o ofertă pentru postul de profesor de matematică într-un mic oraș, Lunineț, situat în apropiere de Brest-Litovsk, în Belarusul de Vest. Aici a cunoscut-o pe tânăra profesoară de limba franceză, Sofia Feliksovna Tenchinskaia, care avea să devină soția sa.
În 1919, Pavel Suhoi, Sofia Feliksovna și câțiva colegi profesori au fost nevoiți să fugă la Gomel, pentru a scăpa de trupele poloneze care înaintau în cadrul Războiului Sovieto-Polonez. Aici, au continuat să predea la Școala pentru copiii angajaților feroviari, condusă de tatăl său, Osip Andreevici Suhoi. În timpul deplasărilor prin satele din jur pentru a procura alimente, Pavel s-a îmbolnăvit de tifos exantematic și ulterior de scarlatină, boală care i-a afectat gâtul.   
În 1920, a fost emis un decret al Sovietului Comisarilor Poporului din RSFSR, prin care studenții erau invitați să revină în instituțiile de învățământ superior. În vara anului 1921, Pavel Suhoi a hotărât să își reia studiile la Școala Tehnică din Moscova.

### Anii 1921–1925, viața și studiile la Moscova
În toamna anului 1921, Pavel Suhoi s-a întors la sălile de clasă din Școala Tehnică din Moscova. În 1923, Sofia Feliksovna Tenchinskaia (1895–1982) a venit și ea la Moscova din Gomel pentru a o ajuta pe sora ei văduvă, rămasă cu copii mici. Sofia, de origine belarusă, a început să predea limbi străine la Institutul de Educație Fizică. Într-o întâmplare, Pavel și Sofia s-au întâlnit pe străzile Moscovei. Pavel i-a făcut o propunere de căsătorie, iar cei doi s-au însoțit. În începutul căsniciei lor, tinerii căsătoriți au locuit într-o mică cameră a soției. Aici s-a născut prima lor copilă, Irina Pavlovna, în anul 1925. În viitor, Irina s-a căsătorit și a adoptat numele Voskresenskaia. Ulterior, s-a născut și al doilea copil al familiei, Dmitri Pavlovici, în anul 1932.
Ziua, Pavel Suhoi studia la Institutul Tehnic din Moscova, iar seara lucra la Biroul de Proiectare al lui Nicolai Vasilievici Fomin, unde se realizau proiecte pentru dirijabile. De asemenea, Pavel a continuat să participe la cercul de aviație din cadrul Școlii Tehnice.  
Vara, familia mergea în Gomel, unde erau primiți cu ospitalitate în casa lui Osip Andreevici Suhoi.  
La începutul anului 1924, Pavel Suhoi a început să lucreze ca desenator în Departamentul Experimental al Institutul Central de Aerohidrodinamică.  

### Inginer diplomat
În același an, studentul Pavel Suhoi a început lucrul la proiectul său de diplomă, avându-l drept conducător pe celebrul inginer de avioane Andrei Tupolev.  
Susținerea proiectului de diplomă a fost un succes.  
În certificatul de absolvire al Institutului Tehnic Superior din Moscova era consemnat următorul text:  
„În martie 1925, Pavel Osipovici Suhoi a fost examinat de Comisia de calificare de stat și a susținut diploma pe tema: „Avion de vânătoare monoloc cu un motor de 300 de cai-putere”. Pavel Osipovici Suhoi primește calificarea de inginer mecanic.”
Andrei Tupolev a recunoscut talentul de constructor de avioane al lui Pavel Suhoi și l-a invitat să lucreze la A.G.O.S. (Aviație, Hidroaviație, Construcții Experimentale) – Departamentul de Proiectare al Institutului Central de Aerohidrodinamică din Moscova. Pavel a acceptat și a fost repartizat în echipa de proiectare condusă de Alexandr Ivanovici Putilov

### Portret
- **Vladimir Baluev**[17], inginer aviator rus, care a început să lucreze în echipa lui Pavel Suhoi în 1929:

„…Convingeau politețea, calmul, capacitatea de muncă a lui Pavel Osipovici, răspunsurile sale clare la toate întrebările adresate, atenția și bunăvoința față de proiectanții începători… Tinerii proiectanți doreau să lucreze în echipa lui Suhoi, unde era deosebit de interesant. …Nu tolera atitudinea iresponsabilă față de sarcinile încredințate, discuțiile goale, lingușirea, indisciplina, sau formalismul. Pavel Osipovici era un inovator excelent… Știa să… trezească interesul pentru un subiect, să stimuleze gândirea, căutarea de noi soluții…”
- **A. V. Murașov**[18], inginer proiectant rus:

„Când am ajuns, în 1939, la Biroul de Proiectare, m-a întâmpinat un bărbat zvelt, deasupra mediei în înălțime, pieptănat cu grijă, de o înfățișare oarecum ascetică, purtând o cămașă albă impecabilă, fără cravată, și o jachetă gri pe umeri. Stătea lângă o masă pe care, în afară de cele mai necesare rechizite, nu era nimic. (…) Pavel Osipovici mi-a lăsat o impresie foarte plăcută. Mi-au plăcut politețea sa, privirea caldă și atentă a ochilor mari și căprui, conversația calmă și concentrată, precum și abilitatea de a asculta interlocutorul.”
- **Leonid Kerber**[19], inginer aviator rus, adjunct al Constructorului General Andrei Tupolev:

„L-am cunoscut pe Pavel Osipovici Suhoi (în 1937), când două avioane ANT-25 erau pregătite pentru un zbor spre SUA. Suhoi era proiectantul principal al acestor aparate… Un pedantism extraordinar… Caracteristicile sale înnăscute erau convingerea fermă în corectitudinea sa, calmul desăvârșit… Am avut norocul să lucrez cu mulți mari constructori de avioane. Și, spre onoarea lui Pavel Osipovici, …aproape nimeni dintre ei nu avea un asemenea autocontrol, o asemenea stăpânire de sine, capacitatea de a-și reprima mânia, iritarea sau indignarea, cum o făcea el.”
- **Arhip Liulka**[20], Constructor General de motoare aviatice, inginer sovietic (28 mai 1947, la testele avionului cu reacție Su-11, pilotat de Gheorghi Șianov):

„…Mă copleșea o mare emoție, dar Pavel Osipovici era imperturbabil, poate chiar prea calm. …Eu …eram pur și simplu paralizat de frică. După câteva cercuri, avionul a atins pista lin. Am fost cuprins de un val de entuziasm și fericire… Apropiindu-mă de Constructorul General al avionului, l-am îmbrățișat și l-am ridicat de la sol. Pavel Osipovici m-a privit uimit. Fața lui nu exprima absolut nicio emoție. Această impenetrabilitate m-a surprins cel mai mult. Mai târziu, m-am obișnuit cu reținerea lui. Trăind totul în sine, fie că era un eșec sau un succes, nu își arăta sentimentele. Cei care nu-l cunoșteau bine îl considerau „rece”.”
- **A. K. Aronov**[21], inginer rus, Proiectant Principal la fostul Birou de Proiectare al lui V. G. Ermolaev (după decesul acestuia, în 1946):

„Au circulat zvonuri despre exigența deosebită a lui Pavel Osipovici… Dar în primele zile a devenit clar că aveam în față un model de lider adevărat. Exemplul personal de seriozitate, exigența față de disciplină și ordine, dorința de a pătrunde în profunzimea problemelor abordate, corectitudinea în relații, lipsa oricărei familiarități și inteligența sa înnăscută erau caracteristice noului nostru Constructor General. …Reținerea și „răceala” lui Pavel Osipovici nu reflectau deloc o lipsă de sensibilitate; el era grijuliu și atent cu oamenii.”

### Activitatea Inginerială și de Proiectare
Tupolev I-4 a fost primul avion la construirea căruia Pavel Suhoi a participat. Tânărul inginer a creat o structură originală a cadrului submotorului, care era fabricat prin ștanțare, ceea ce reducea costurile de producție. Ulterior, la fabrica nr. 22, Suhoi s-a ocupat de îmbunătățirea structurii avionului și de lansarea acestuia în producție de serie.
Testele au fost finalizate la sfârșitul lunii aprilie 1929. Tupolev I-4 (cu motorul Jupiter VI) a fost recomandat pentru înzestrarea flotei aeriene ca avion de vânătoare modern.
Avionul de vânătoare I-4 a fost în dotarea Forților aeriane din 1929 până în 1935.

### Conducător al Brigăzilor de Proiectare
În octombrie 1930, Pavel Suhoi a devenit adjunctul șefului de proiect Andrei Tupolev și a preluat conducerea Brigăzii nr. 4, având astfel posibilitatea să conducă independent dezvoltarea și construcția de avioane. Aceasta a constituit baza formării echipei de proiectare a viitorului birou de proiectare aeronavelor.
La 4 mai 1932, brigăzile nr. 3 (condusă de G. I. Bertosh) și nr. 4 (condusă de P. O. Suhoi) s-au fuzionat într-o singură brigadă – Brigada nr. 3, iar Pavel Suhoi a fost numit șef al acesteia, la propunerea S. V. Iliushin. Prin ordinul șefului Institutul Central de Aerohidrodinamică N. M. Harlamov, avioanoconstrucătorii N. N. Polikarpov și G. I. Bertosh au fost numiți adjuncți ai lui P. O. Suhoi.
Brigada unificată nr. 3 trebuia să finalizeze, până la mijlocul anului 1933, testele pentru avionul de vânătoare monoplane I-14 (ANT-31) cu motor cu răcire pe aer M-38 și avionul de vânătoare semi-monoplan I-13 cu motor cu răcire pe lichid M-32.
P. O. Suhoi și-a concentrat eforturile pe dezvoltarea avionului de vânătoare monoplane cu armament de țeavă I-14 (ANT-31), în timp ce G. I. Bertosh s-a ocupat de dezvoltarea I-13 pe baza avionului I-8.
În iulie 1932, adjunctul șefului Institutul Central de Aerohidrodinamică, S. V. Iliushin, a emis o comandă pentru N. N. Polikarpov de a dezvolta un avion de vânătoare semi-monoplan I-14a cu motor cu răcire pe aer. Avionul era proiectat pe baza avionului de vânătoare I-13 al lui Polikarpov și era destinat să fie un avion de vânătoare manevrabil, care să completeze tactic avionul I-14 al lui Suhoi.
În 1933, Institutul Central de Aerohidrodinamică a sărbătorit a 15-a aniversare a activității sale. Pentru crearea cu succes a avioanelor de vânătoare de serie I-4 și I-14, Pavel Suhoi a fost decorat cu Ordinul Steaua Roșie.
Sub conducerea generală a lui Andrei Tupolev, în Brigada de Proiectare nr. 3, Pavel Suhoi a contribuit la crearea avioanelor de vânătoare I-14, aeronavelor ANT-25 RD „Distanță Record” (versiune de luptă DB-1) și ANT-37bis „Rodina” (versiuni de luptă DB-2 și DB-2B).

### Concursul pentru crearea avionului „Ivanov”
În 1936, în URSS a fost organizat un concurs pentru dezvoltarea unui avion multifuncțional „Ivanov”. La concurs au participat echipele de proiectare ale lui A. N. Tupolev, N. N. Polikarpov, I. G. Neman, D. P. Grigorovici, S. A. Kocherigin și S. V. Iliushin.
Brigada de proiectare a lui Pavel Suhoi a propus un proiect de avion biplan monomotor, cu două locuri. La 25 august 1937, pilotul de teste Mihail Gromov a ridicat pentru prima dată prototipul în aer. În 1939, avionul a fost echipat cu un motor M-88B de 1000 CP și cu 10 rachete reactive RS-82. Avionul BB-1 – a câștigat concursul și a fost recomandat pentru producția în serie. Sub indicele „Su-2”, bombardierul de apropiere urma să fie fabricat într-o mare serie la mai multe uzine de avioane.

### Biroul de Proiectare Experimentală al lui Pavel Suhoi
Pentru câștigarea concursului de proiectare al bombardierului de apropiere BB-1, Pavel Suhoi a primit dreptul de a înființa propriul său birou de proiectare aeronautică.
La 29 iulie 1939, Pavel Suhoi a devenit Principalul Constructor Aeronautic al noului Birou de Proiectare. Avioanele proiectate sub conducerea lui Pavel Suhoi au primit denumirea „Su” – un indice derivat din numele său, cu numerotare continuă.
În perioada 1939–1940, Pavel Suhoi a ocupat funcția de principal constructor la Uzina Aviației nr. 135 din Harkov.
În perioada 1940–1949, Pavel Suhoi a fost principalul constructor al unui Birou de Proiectare cu sediul la mai multe uzine din Regiunea Moscovei și Moscova. În paralel, Pavel Suhoi a fost directorul acestor uzine.
Între 1939 și 1941, în Biroul de Proiectare al lui Pavel Suhoi au fost create avioanele de vânătoare Su-1, Su-3 și Su-5, precum și modificarea Su-2 „bombardier de atac” cunoscută și ca BB-2. Totuși, aceste avioane nu au fost adoptate de forțele aeriene și nu au intrat în producția de serie.
La începutul conflictelor din vara anului 1941, Forțele Aeriene ale URSS aveau 13 regimente complet echipate de aviație de bombardament de apropiere, dotate cu Su-2. Bombardierul de apropiere Su-2 era un „produs secret”, iar silueta sa nu era cunoscută nici măcar piloților sovietici. O modificare ulterioară a avionului, echipată cu un alt motor, a fost denumită Su-4. Bombardierele de apropiere Su-2 și Su-4 au participat la luptele defensive de frontieră pe frontul sovieto-german din vara și toamna anului 1941, la apărarea Kievului și Moscovei, în bătălia de la Stalingrad din toamna 1942 – iarna 1943, în bătălia de la Dunga Kursk din vara anului 1943 și în alte operațiuni de luptă. Informațiile fiabile despre utilizarea Su-2 și Su-4 după 1943 sunt insuficiente.
În perioada 1942–1943, sub conducerea lui Pavel Suhoi, a fost creat bombardierul de atac blindat Su-6. Avionul a fost produs într-o serie mică.
Pentru crearea bombardierului de atac Su-6 M71F, principalul constructor Pavel Suhoi a fost distins cu Premiul Stalin de gradul I, pe care l-a donat Fondului de Apărare.
Între 1942 și 1944, în Biroul de Proiectare Suhoi a fost creat și zburat cu succes bombardierul de atac greu Su-8, construit în două exemplare.
În perioada 1944–1949, la Biroul de Proiectare al lui Pavel Suhoi au fost create și testate mai multe aeronave, printre care: Su-12, bombardierul greu cu patru motoare reactivi Su-10 (teste la sol), avioane de vânătoare grele cu două motoare Su-9, Su-11 și Su-13, precum și avioane de vânătoare cu un singur motor Su-15 și Su-17. În construcția acestora au fost aplicate cabina ejectabilă și scaunul pilotului, precum și parașuta de frânare.
În noiembrie 1949, Biroul de Proiectare al lui Pavel Suhoi a fost desființat. La propunerea lui Andrei Tupolev, Pavel Suhoi a trecut să lucreze ca inginer la Biroul său de Proiectare.
Aici, la propunerea lui Tupolev, echipa de proiectare a lui Suhoi a creat în 1946 modificarea Tu-2 „bombardier de instruire” UTB (UTB-2) – un avion de succes cu motoare Șvetsov Aș-21 și armament eliminat. Avionul a fost construit în serie până în 1948.

### Biroul de Proiectare Experimentală nr. 51
În timpul Războiului din Coreea (1950–1953), în iulie 1952, URSS a primit două avioane de vânătoare americane F-86 „Sabre” capturate. Pentru o studiere amănunțită a acestor avioane trofeu și pentru a dezvolta un avion de vânătoare reactiv sovietic superior „Sabre” în ceea ce privește principalii parametri, s-a luat decizia de a organiza un nou birou de proiectare aeronautică.
Prin ordinul Ministerului Industriei de Aviație nr. 223 din 14 mai 1953, a fost înființat un birou de proiectare aeronautică, care i-a fost propus să fie condus de Pavel Suhoi. 
Prin decretul guvernamental din 5 august 1953, au început lucrările de proiectare ale avioanelor de vânătoare supersonice în două variante de configurare a prototipurilor: cu aripi săgeată (indice „C”) și cu aripi triunghiulare (indice „T”).
După reînființarea Biroul de Proiectare sub conducerea lui Suhoi, au fost dezvoltate mai multe avioane experimentale și de luptă în serie, printre care: avionul de vânătoare Su-7 cu viteză de zbor de două ori mai mare decât viteza sunetului, avioane de interceptare P-1, Su-9, Su-11, Su-15, bombardiere de vânătoare Su-7B cu tren de aterizare pe schiuri și pe roți-schi pentru bazele de aerodromuri neasfaltate și Su-17 cu aripi cu săgeată reglabilă în zbor, modificările Su-17 bombardiere Su-20 și Su-22, bombardierul frontal Su-24, avion de atac Su-25, bombardierul lansator de rachete T-4 și alte avioane.
Sub conducerea lui P. O. Suhoi au fost dezvoltate mai mult de 50 de modele de aeronave.
În perioada 1958–1974, Pavel Suhoi a fost deputat în Sovietul Suprem al URSS.
În 1972 (cu mult înaintea altor birouri de proiectare aeronautică), Pavel Suhoi a solicitat ajutorul Centrului de Calcul al Academiei de Științe pentru automatizarea procesului de proiectare a produselor sale. Ca răspuns la solicitarea sa, a fost creat un grup de cercetători și programatori care, în câțiva ani, au dezvoltat și implementat prima etapă a unei sistem de asistență pentru proiectare asistată pe computer.
A trăit și a lucrat la Moscova. În ultimii ani, au apărut complicații din cauza tuberculozei pulmonare contractate pe front, care l-au obligat să folosească un aparat de oxigen. A decedat la 15 septembrie 1975 într-un sanatoriu din Barviha, în regiunea Moscovei. A fost înmormântat la Moscova, în cimitirul Novodevici (secțiunea 7).

## Avioane create sub conducerea lui Pavel Suhoi

### Avioane cu motor cu pistons
- Interceptorul  I-8
- Interceptorul I-14
- Avion monomotor cu aripi joase ANT-25 RD
- Avion monomotor cu aripi joase ANT-26 RD2
- Avion bimotoare cu aripi joase ANT-37
- Avion bimotoare cu aripi joase ANT-37bis Rodina
- Interceptorul biplan cu două locuri și tun DIP-1
- Bombardier pe distanță lungă DB-1
- Bombardier pe distanță lungă DB-2
- Bombardier pe distanță lungă DB-2B
- Interceptorul de altitudine Su-1
- Bombardier apropiat Su-2
- Interceptorul de altitudine Su-3
- Bombardier apropiat Su-4
- Avion de atac-bombardier ȘB
- Interceptorul Su-5
- Bombardier greu de atac Su-6
- Avion de atac-bombardier dublu cu două motoare și blindaj Su-8
- Avion de recunoaștere și corectare Su-12
- Bombardier de antrenament UTB (UTB-2)

### Avioane cu motor reactiv
- Interceptorul Su-7 (1944)
- Interceptorul greu Su-9 (1946)
- Bombardier greu rapid Su-10
- Interceptorul greu Su-11 (1947)
- Interceptorul greu Su-13
- Interceptorul Su-15 (1949)
- Interceptorul Su-17 (1949)

### Noua serie, avioane OКB-1
- Interceptorul P-1
- Interceptorul Su-7
- Interceptorul-bombardier Su-7B
- Interceptorul Su-9
- Interceptorul Su-11
- Interceptorul Su-15
- Interceptorul-bombardier Su-17
- Interceptorul-bombardier Su-20
- Interceptorul-bombardier Su-22
- Bombardier frontal Su-24
- Bombardier cu rachete T-4
- Avion de atac Su-25

## Distincții
În 1957 a fost acordat titlul de Erou al Muncii Socialiste. În 1965 a fost recompensat cu a doua medalie de aur „Secera și Ciocanul”.
Cavaler al a trei ordine Lenin (1945, 1957, 1975), al Ordinului Revoluției Octombrie, Ordinul Steagul Roșu al Muncii (1938), Ordinului Steaua Roșie (22.12.1933) și Ordinul „Insigna de Onoare” (1936).
Premiul Stalin de gradul I (1943 — pentru crearea avionului de atac Su-6), Premiul Lenin (1968), Premiul de Stat al URSS (1975 — postum), Premiul de Stat al Federației Ruse în domeniul designului (1997 — postum) — pentru dezvoltarea designului și ergonomia familiei de avioane Su-27.
În 1940, lui Suhoi i-a fost acordat titlul de doctor în științe tehnice fără susținerea unei teze de doctorat.
Pentru realizările sale remarcabile în domeniul științei și tehnicii aviatice, a fost recompensat cu medalia de aur a Academicianului A. N. Tupolev nr. 1, oferită de Academia de Științe a URSS (1975), postum. Medalia a fost înmânată soției aviatorului-constructor, Sofia Felixovna Suhoi.

## Memorie

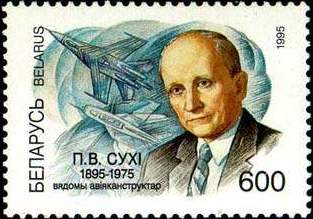
Timbru poștal al Belarusului, 1995

- Avioanele care poartă numele „Suhoi” + numărul; în aviația sovietică și, din 1991, în cea rusă, este folosită abrevierea „Su”; două serii de aparate de zbor experimentale, prototipurile și avioanele de serie; în prima serie – echipate cu motoare cu piston și elice tractoare, iar după al Doilea Război Mondial – cu motoare reactoare; în a doua serie – motoarele sunt diverse tipuri de motoare reactoare; avioanele OKB Suhoi care poartă numele fondatorului și primului șef al biroului de proiectare, Pavel Suhoi.
- Biroul Experimental de Proiectare Suhoi – instituție științifică și de inginerie specializată din Rusia; se ocupă cu proiectarea, construirea și testarea tehnicii aeronautice; poartă numele fondatorului și primului șef, Pavel Suhoi; este constituit juridic ca OAO „OKB Suhoi”; din 1 ianuarie 2013 – filiala, păstrând denumirea „OKB Suhoi”; unul dintre cele mai importante birouri de proiectare aeronautică din lume.
- „Compania pe Acțiuni Publice „Holdingul Aviatic „Suhoi””, abreviat „PAO „Compania „Suhoi””, anterior GUP „AVPK „Suhoi”” – companie rusă care se ocupă cu proiectarea, producerea, marketingul, instruirea personalului zburător, întreținerea post-vânzare, inclusiv furnizarea pieselor de schimb și echipamentului pentru avioanele de luptă și civile marca „Su” și „Be”; a fost creată pe baza fostei fabrici de avioane de stat nr. 51; poartă numele lui Pavel Suhoi.
- În 1977, la Homel, a fost deschis un monument în memoria lui P. O. Suhoi – un bust din bronz pe un postament.
- În orașul Homel, Glubocoe, o stradă a fost denumită după Pavel Suhoi.
- Muzeul Pavel Suhoi a fost înființat în 1985 în orașul său natal, Glubocoe, la Școala generală nr. 1.
- În 1987, o stradă din Vitebsk a fost denumită în cinstea lui Pavel Suhoi
- În 1995, numele inginerului și constructorului aviatic Pavel Suhoi a fost atribuit Universității Tehnice de Stat din Homel.
- În Moscova a fost instalată o placă memorială la adresa: Prospectul Lenin, nr. 7, unde P. O. Suhoi a locuit între 1947 și 1965.
- În 2004, în Moscova a fost numită o stradă în cinstea lui Pavel Osipovici Suhoi.
- În 2012, în Glubocoe, cu ocazia Zilei Literaturii Beloruse, a fost instalat un bust al lui P. O. Suhoi pe Aleea Celebrităților.
- În Glubocoe a fost amplasat un avion de luptă pe postament, în memoria lui Pavel Suhoi.
- În orașul Krichev a fost instalat un avion de luptă – un Su-9 (avion de vânătoare cu un singur motor și cu reacție), în parcul local, în memoria lui Pavel Suhoi. Avionul a aparținut Regimentului 28 de Aviație de Vânătoare al Forțelor Aeriene ale URSS, zona de bazare Krichev, Districtul Militar Belarus[26].
- În 1995, în Belarus a fost emis un timbru poștal cu portretul lui Pavel Suhoi; a fost, de asemenea, emisă o serie de timbre poștale cu imagini ale avioanelor create de Biroul de Proiectare pe care l-a condus P. O. Suhoi.

## Recenzii
- Constructorul aviatic sovietic academician Oleg Antonov: „Toți [constructorii șefi de avioane sovietici] sunt oameni cu o educație aleasă, dar Pavel Osipovici Suhoi în știință era totuși mai presus de toți noi, chiar dacă nu avea titlul de academician. Nu mă voi abate de la adevăr dacă îl voi numi pe Pavel Osipovici esența [aviatiei] noastre [sovietice]”[27].
- Mareșal al aviației, Erou al Uniunii Sovietice Ivan Pstygo: „Mă mândresc că am avut ocazia să zbor cu avioanele lui Pavel Osipovici Suhoi. A fost o persoană și un constructor remarcabil. Uneori, el lua decizii care păreau să contravină concepțiilor acceptate, erau chiar neînțelese de specialiști. Dar timpul trecea și toți ajungeau să înțeleagă că ideea constructorului era corectă. Capacitatea lui de a prezice viitorul m-a uimit întotdeauna”[28].
- Constructorul general sovietic de tehnică aeronautică, Erou al Muncii Socialiste Arhip Lïulka: „…Pavel Osipovici Suhoi a creat modele de tehnică aeronautică pe vârful științei, pe marginea științifico-fantasticului. Primul dintre ceilalți constructori generali a găsit soluții care determinau profilul avioanelor moderne”[28].

## Semnificația istorică
La sfârșitul celui de-al Doilea Război Mondial, Suhoi a fost unul dintre primii care a început să lucreze la proiecte de avioane reactivi, considerând că viitorul aviației se află în aceste aeronave. Sub conducerea lui Pavel Suhoi au fost dezvoltate simultan două direcții de noi tipuri de aeronave: cu aripi în formă de săgeată, care au primit denumirea de cod „S”, și cu aripi triunghiulare, denumite „T”. Ambele proiecte au fost implementate cu succes, iar ulterior, datorită acestor realizări, a fost creat Su-17 – primul avion din Uniunea Sovietică cu aripi de geometrie variabilă. În total, sub conducerea lui Suhoi, au fost dezvoltate aproximativ 50 de tipuri de avioane, multe dintre ele producând o adevărată revoluție în industria aviatică.